# Skärstads socken
Skärstads socken i Småland ingick i Vista härad, ingår sedan 1971 i Jönköpings kommun i Jönköpings län och motsvarar från 2016 Skärstads distrikt.
Socknens areal är 95,22 kvadratkilometer, varav 88,81 kvadratkilometer land. År 2000 fanns här 3 061 invånare. Herrgården Lyckås, tätorten Kaxholmen och tätorten Skärstad med sockenkyrkan Skärstads kyrka ligger i denna socken. 

## Administrativ historik
Skärstads socken har medeltida ursprung.
Vid kommunreformen 1862 övergick socknens ansvar för de kyrkliga frågorna till Skärstads församling och för de borgerliga frågorna till Skärstads landskommun. Landskommunen inkorporerade 1952 Ölmstads landskommun och uppgick 1971  i Jönköpings kommun. Församlingen uppgick 2010 i Skärstad-Ölmstads församling.
1 januari 2016 inrättades distriktet Skärstad, med samma omfattning som församlingen hade vid årsskiftet 1999/2000.  
Socknen har tillhört samma fögderier och domsagor som Vista härad. De indelta soldaterna tillhörde Jönköpings regemente, Livkompaniet.

## Geografi
Skärstads socken ligger vid östra stranden av Vättern, mellan Gränna och Huskvarna och med Landsjön i sydväst. Socknen består av bördig bygd i Skärstadsdalen. I övrigt dominerar skogsbygd och i sydost finns socknens högsta punkt som är 343 meter över havet. Vista kulle är ett berg med en fornborg 240 meter över havet och vid utsikt över Vättern.

## Fornlämningar
I socknen finns några boplatser från stenåldern och några gravrösen från bronsåldern samt åtta mindre järnåldersgravfält.

## Namnet
Namnet (1296 Schärdästadhe) kommer från kyrkbyn. Förleden "skärde" betyder inskärning och syftar på den nedskurna Skärstadsdalen. Efterleden är ”sta(d)” som betyder ställe.

### Fotnoter
1. 1 2  Svensk Uppslagsbok andra upplagan 1947–1955: Skärstad socken
2. 1 2  Harlén, Hans; Harlén Eivy (2003). Sverige från A till Ö: geografisk-historisk uppslagsbok. Stockholm: Kommentus. Libris 9337075. ISBN 91-7345-139-8
3. ↑  ”Församlingar”. Statistiska centralbyrån. https://www.scb.se/hitta-statistik/regional-statistik-och-kartor/regionala-indelningar/forsamlingar/. Läst 30 december 2022.
4. ↑  Administrativ historik för Skärstad socken (Klicka på församlingsposten). Källa: Nationella arkivdatabasen, Riksarkivet.
5. ↑  Indelta soldater, torp och rotar i Jönköpings län Arkiverad 24 januari 2012 hämtat från the Wayback Machine. Jönköpingsbygdens Genealogiska Förening
6. 1 2  Sjögren, Otto (1931). Sverige geografisk beskrivning del 2 Östergötlands, Jönköpings, Kronobergs, Kalmar och Gotlands län. Stockholm: Wahlström & Widstrand. Libris 9939
7. 1 2 3  Nationalencyklopedin
8. ↑  Fornlämningar, Statens historiska museum: Skärstads socken
9. ↑  Fornminnesregistret, Riksantikvarieämbetet: Skärstads socken Fornminnen i socknen erhålls på kartan genom att skriva in sockennamn (utan "socken") i "Ange geografiskt område"
10. ↑  Mats Wahlberg, red (2003). Svenskt ortnamnslexikon. Uppsala: Institutet för språk och folkminnen. Libris 8998039. ISBN 91-7229-020-X. https://isof.diva-portal.org/smash/get/diva2:1175717/FULLTEXT02.pdf